# Charaxes fervens
Charaxes fervens is een vlinder uit de familie van de Nymphalidae. De wetenschappelijke naam van de soort is voor het eerst geldig gepubliceerd in 1896 door Arthur Gardiner Butler.